# ساسا
ساسا (به ایتالیایی: Sassa) یک منطقهٔ مسکونی در ایتالیا است که در لاکوئیلا واقع شده‌است. ساسا ۶۷۵ متر بالاتر از سطح دریا واقع شده‌است.